# Kabelbarrière

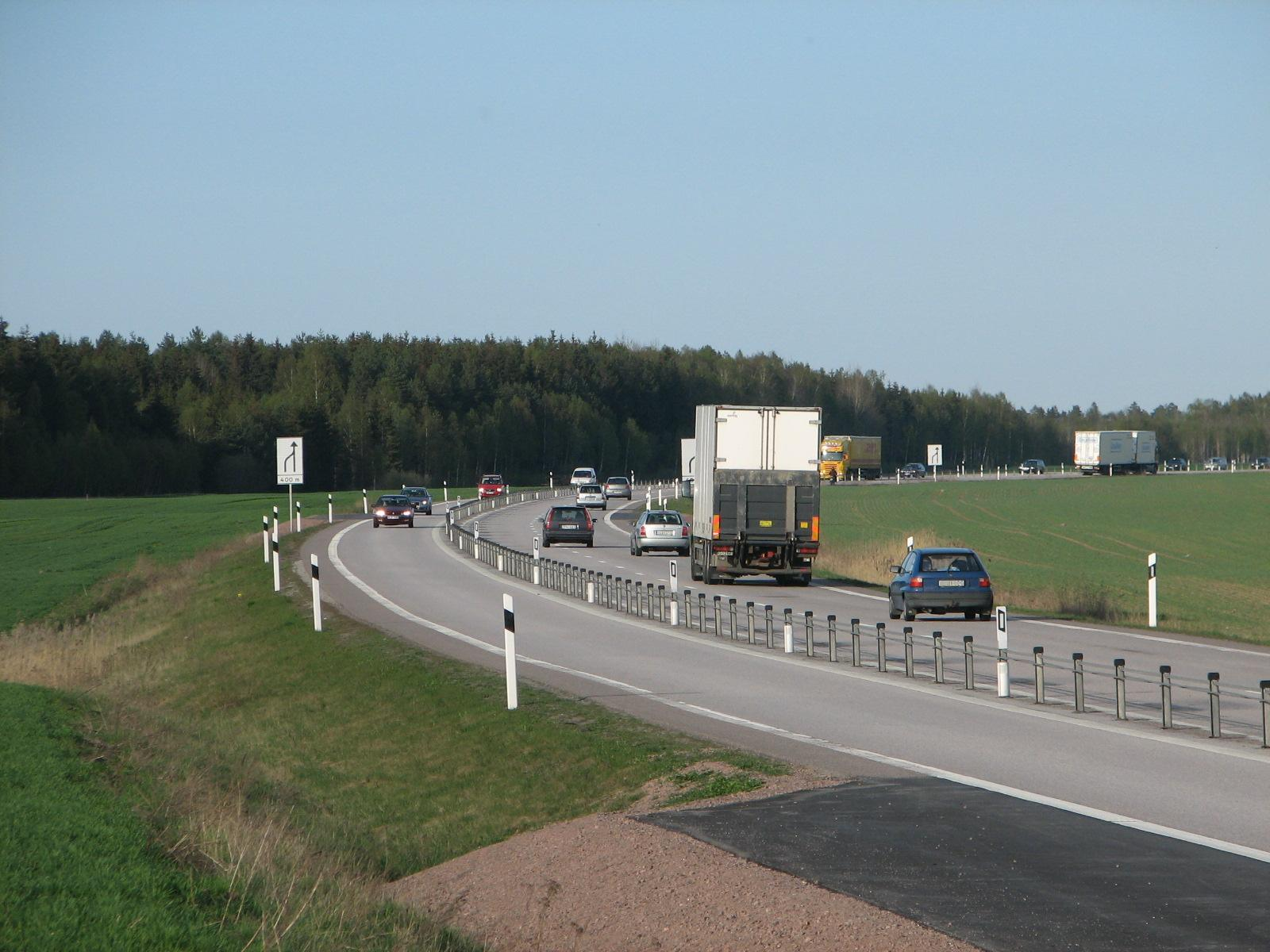
Kabelbarrière op middenstrook

Een kabelbarrière is een bijzondere vorm van vangrail waarbij de barrière is uitgevoerd als horizontale stalen draden die worden opgehouden door verticale staken.
Hoewel in het buitenland al langer in gebruik, is deze vorm van vangrail in Nederland en België niet gebruikelijk. 

## Impact op motorrijders
Motorrijders beschouwen deze vorm van wegbeveiliging als zeer gevaarlijk: bij een ongeval kunnen de kabels eenvoudig een been of arm afsnijden.
In het najaar van 2005 werd een test gedaan met de kabelbarrière langs de N860 (langs het Winschoterdiep). Vanuit motorrijderskringen - met name de Motorrijders Actie Groep (MAG) - werd actie gevoerd tegen deze vangrail die in hun kringen ook wel "eiersnijder" wordt genoemd. De kabelbarrier langs het Winschoterdiep werd terug weggehaald.
Niettegenstaande de weerstand van motorrijders, is er geen wetenschappelijk bewijs dat aantoont dat kabelbarrières gevaarlijk zijn voor motorrijders. Uit verschillende onderzoeken blijkt dat er weinig verschil is tussen dodelijke of ernstige gevolgen na aanrijdingen van motorrijders met geleiderailconstructies en cable barriers. Kabelbarrières hebben zelf een voordeel voor motorrijders, omdat ze ook op smallere wegen geplaatst kunnen worden, en motorrijders (samen met de andere weggebruikers) zo kunnen beschermen tegen frontale aanrijdingen.
rijstrook · vluchtstrook · spitsstrook · invoegstrook · uitvoegstrook · weefstrook · bufferstrook · plusstrook · wisselstrook · redresseerstrook · voorsorteerstrook · klimstrook

Doelgroepstroken: busstrook · carpoolstrook · vrachtwagenstrook · fietsstrook · passeerstrook